# Stasys Vainiūnas
Stasys Andryaus Vainiūnas (født 2. april 1909 i Riga, Letland (af litaiuske forældre), død 18. oktober 1982 i Vilnius, Litauen) var en litauisk komponist og lærer.
Vainiunas studerede på Musikkonservatoriet i Riga, og tog dernæst til Litauen (1938), hvor han med tiden blev lærer på Musikkonservatoriet i Vilnius.
Han har skrevet en symfoni i Cm (som hører til de vigtige værker fra Litauen), orkesterværker, klaverkoncert,
violinkoncert, symfoniske digtninge, kammermusik, klaverstykker, vokalværker, orgelkoncert etc. 

## Udvalgte værker
- Symfoni (i C-mol) (1957) - for orkester
- Klaverkoncert (19?) - for klaver og orkester
- Violinkoncert (19?) - for violin og orkester